# Bas san joaquin
Le bas san joaquin est une langue amérindienne de la famille des langues yokuts parlée aux États-Unis, dans le cours inférieur du fleuve San Joaquin, en Californie.

## Classification
Le bas san joaquin était parlé par deux petites communautés yokuts à Lathrop et à Chalcosta. Il fait partie d'un sous-groupe appelé bd-yokuts en raison du passage des phonèmes [m] et [n] à [b] et [d].

## Vocabulaire
Quelques exemples de mots en bas san joaquin.
| bas san joaquin | traduction |
| --------------- | ---------- |
| podoy           | deux       |
| ṣo’phit         | trois      |
| ṭʰidik’         | nez        |
| sabaʔ           | bouche     |
| xeˑsix          | ongle      |
| sasaʔ           | œil        |
| lubitʰ          | montagne   |
| lupʰiṭʰ         | poisson    |
| ʔilik’          | eau        |
| č’ayataš        | étoile     |